# Isole dello Stagnone di Marsala
Die Isole dello Stagnone di Marsala sind eine kleine Inselgruppe im Mittelmeer vor der sizilianischen Westküste auf dem Territorium der sizilianischen Stadt Marsala.
Das italienische Wort stagno bedeutet „Teich“, mit stagnone („großer Teich“) wird die mit ca. 2000 ha größte sizilianische Lagune bezeichnet, die von der Isola Grande begrenzt wird und in der die drei übrigen Inseln liegen.
Die Lagune, in der traditionell Salzgewinnung in Salinen betrieben wird, und die Inseln stehen seit 1984 als regionales Naturreservat Isole dello Stagnone unter Naturschutz. Zur typischen Flora gehören Aleppo-Kiefer, Zwergpalme und Bambus, die in Sizilien endemische Meeresstrand-Ringelblume, ferner Queller und Meerzwiebel. Die Fauna der mit 0,50 bis 2 m Wassertiefe sehr flachen Lagune ist artenreich, auf den Inseln brütet eine Vielzahl von Singvögeln.
Die Inseln
- Isola Grande oder Isola Longa, die mit rund 5,7 km² bei weitem größte Insel der Gruppe
- San Pantaleo, die einzige bewohnte Insel mit einer Fläche von rund 45 Hektar und 10 Einwohnern (Volkszählung 2001), und den Ruinen der phönizischen Stadt Mozia
- Santa Maria, mit einer Fläche von rund 18 Hektar
- La Schola oder La Scuola, mit 0,33 Hektar Fläche die kleinste der vier Inseln.